# Always My Santa
Always My Santa! (いつだってＭｙサンタ！ Itsudatte My Santa!?) es una historia corta de manga creada por Ken Akamatsu.  En la historia, una chica de nombre Mai, se aparece ante un chico que detesta la Navidad, debido a que nació un 24 de diciembre y por tal motivo fue llamado "Santa", junto que no ha tenido nunca una fiesta de cumpleaños. Por esto, Mai decide ayudarlo, con los poderes de Santa Claus. Always My Santa! fue una producción de un solo capítulo, realizado por Ken Akamatsu, que estuvo en Japón antes que Love Hina se convirtiera en serie. Fue publicado en Shōnen Magazine en 1998, y fue serializado en los volúmenes 4 y 5.
También se lanzó un OVA de dos episodios, el 7 de diciembre de 2005, en Japón.